# FA Cup 2019/20
De FA Cup 2019/20 was de 139e editie van de strijd om de Engelse voetbalbeker. Het knock-outtoernooi begon op 8 november 2019 en eindigde op 1 augustus 2020 met de finale in het Wembley Stadium in Londen.

## Kwartfinale
|                          |                  |     |                         |                                                                             |
| 27 juni 2020 17:30 UTC+1 | Norwich City (1) | 1–2 | Manchester United (1)   | Stadion: Carrow Road, Norwich Toeschouwers: 0 Scheidsrechter: Jonathan Moss |
| 27 juni 2020 17:30 UTC+1 | Cantwell 75'     |     | Ighalo 51' Maguire 118' | Stadion: Carrow Road, Norwich Toeschouwers: 0 Scheidsrechter: Jonathan Moss |
| 27 juni 2020 17:30 UTC+1 |                  |     |                         | Stadion: Carrow Road, Norwich Toeschouwers: 0 Scheidsrechter: Jonathan Moss |
| 27 juni 2020 17:30 UTC+1 |                  |     |                         | Stadion: Carrow Road, Norwich Toeschouwers: 0 Scheidsrechter: Jonathan Moss |
|                          |                  |     |                         |                                                                             |

|                          |                      |     |                                |                                                                               |
| 28 juni 2020 13:00 UTC+1 | Sheffield United (1) | 1–2 | Arsenal (1)                    | Stadion: Bramall Lane, Sheffield Toeschouwers: 0 Scheidsrechter: Paul Tierney |
| 28 juni 2020 13:00 UTC+1 | McGoldrick 87'       |     | Pépé 25' (pen.) Ceballos 90+1' | Stadion: Bramall Lane, Sheffield Toeschouwers: 0 Scheidsrechter: Paul Tierney |
| 28 juni 2020 13:00 UTC+1 |                      |     |                                | Stadion: Bramall Lane, Sheffield Toeschouwers: 0 Scheidsrechter: Paul Tierney |
| 28 juni 2020 13:00 UTC+1 |                      |     |                                | Stadion: Bramall Lane, Sheffield Toeschouwers: 0 Scheidsrechter: Paul Tierney |
|                          |                      |     |                                |                                                                               |

|                          |                    |             |             |                                                                                  |
| 28 juni 2020 16:00 UTC+1 | Leicester City (1) | 0–1         | Chelsea (1) | Stadion: King Power Stadium, Leizester Toeschouwers: 0 Scheidsrechter: Mike Dean |
| 28 juni 2020 16:00 UTC+1 |                    | Barkley 63' |             | Stadion: King Power Stadium, Leizester Toeschouwers: 0 Scheidsrechter: Mike Dean |
| 28 juni 2020 16:00 UTC+1 |                    |             |             | Stadion: King Power Stadium, Leizester Toeschouwers: 0 Scheidsrechter: Mike Dean |
| 28 juni 2020 16:00 UTC+1 |                    |             |             | Stadion: King Power Stadium, Leizester Toeschouwers: 0 Scheidsrechter: Mike Dean |
|                          |                    |             |             |                                                                                  |

|                          |                      |                                   |                     |                                                                                        |
| 28 juni 2020 18:30 UTC+1 | Newcastle United (1) | 0–2                               | Manchester City (1) | Stadion: St James' Park, Newcastle upon Tyne Toeschouwers: 0 Scheidsrechter: Lee Mason |
| 28 juni 2020 18:30 UTC+1 |                      | De Bruyne 37' (pen.) Sterling 68' |                     | Stadion: St James' Park, Newcastle upon Tyne Toeschouwers: 0 Scheidsrechter: Lee Mason |
| 28 juni 2020 18:30 UTC+1 |                      |                                   |                     | Stadion: St James' Park, Newcastle upon Tyne Toeschouwers: 0 Scheidsrechter: Lee Mason |
| 28 juni 2020 18:30 UTC+1 |                      |                                   |                     | Stadion: St James' Park, Newcastle upon Tyne Toeschouwers: 0 Scheidsrechter: Lee Mason |
|                          |                      |                                   |                     |                                                                                        |

## Halve finale
|                          |                     |     |                     |                                                                                         |
| 18 juli 2020 19:45 UTC+1 | Arsenal (1)         | 2-0 | Manchester City (1) | Stadion: Wembley Stadium, Wembley, London Toeschouwers: 0 Scheidsrechter: Jonathan Moss |
| 18 juli 2020 19:45 UTC+1 | Aubameyang 19', 71' |     |                     | Stadion: Wembley Stadium, Wembley, London Toeschouwers: 0 Scheidsrechter: Jonathan Moss |
| 18 juli 2020 19:45 UTC+1 |                     |     |                     | Stadion: Wembley Stadium, Wembley, London Toeschouwers: 0 Scheidsrechter: Jonathan Moss |
| 18 juli 2020 19:45 UTC+1 |                     |     |                     | Stadion: Wembley Stadium, Wembley, London Toeschouwers: 0 Scheidsrechter: Jonathan Moss |
|                          |                     |     |                     |                                                                                         |

|                          |                       |     |                                            |                                                                                     |
| 19 juli 2020 18:00 UTC+1 | Manchester United (1) | 1-3 | Chelsea (1)                                | Stadion: Wembley Stadium, Wembley, London Toeschouwers: 0 Scheidsrechter: Mike Dean |
| 19 juli 2020 18:00 UTC+1 | Fernandes 85' (pen.)  |     | Giroud 45+11' Mount 46' Maguire 74' (e.d.) | Stadion: Wembley Stadium, Wembley, London Toeschouwers: 0 Scheidsrechter: Mike Dean |
| 19 juli 2020 18:00 UTC+1 |                       |     |                                            | Stadion: Wembley Stadium, Wembley, London Toeschouwers: 0 Scheidsrechter: Mike Dean |
| 19 juli 2020 18:00 UTC+1 |                       |     |                                            | Stadion: Wembley Stadium, Wembley, London Toeschouwers: 0 Scheidsrechter: Mike Dean |
|                          |                       |     |                                            |                                                                                     |

## Finale
|                             |                            |     |             |                                                                                          |
| 1 augustus 2020 17:30 UTC+1 | Arsenal (1)                | 2-1 | Chelsea (1) | Stadion: Wembley Stadium, Wembley, London Toeschouwers: 0 Scheidsrechter: Anthony Taylor |
| 1 augustus 2020 17:30 UTC+1 | Aubameyang 28' (pen.), 67' |     | Pulisic 5'  | Stadion: Wembley Stadium, Wembley, London Toeschouwers: 0 Scheidsrechter: Anthony Taylor |
| 1 augustus 2020 17:30 UTC+1 |                            |     |             | Stadion: Wembley Stadium, Wembley, London Toeschouwers: 0 Scheidsrechter: Anthony Taylor |
| 1 augustus 2020 17:30 UTC+1 |                            |     |             | Stadion: Wembley Stadium, Wembley, London Toeschouwers: 0 Scheidsrechter: Anthony Taylor |
|                             |                            |     |             |                                                                                          |

1872 ·
1873 ·
1874 ·
1875 ·
1876 ·
1877 ·
1878 ·
1879 ·
1880 ·
1881 ·
1882 ·
1883 ·
1884 ·
1885 ·
1886 ·
1887 ·
1888 ·
1889 ·
1890 ·
1891 ·
1892 ·
1893 ·
1894 ·
1895 ·
1896 ·
1897 ·
1898 ·
1899 ·
1900 ·
1901 ·
1902 ·
1903 ·
1904 ·
1905 ·
1906 ·
1907 ·
1908 ·
1909 ·
1910 ·
1911 ·
1912 ·
1913 ·
1914 ·
1915 ·
1916 ·
1917 ·
1918 ·
1919 ·
1920 ·
1921 ·
1922 ·
1923 ·
1924 ·
1925 ·
1926 ·
1927 ·
1928 ·
1929 ·
1930 ·
1931 ·
1932 ·
1933 ·
1934 ·
1935 ·
1936 ·
1937 ·
1938 ·
1939 ·
1940 ·
1941 ·
1942 ·
1943 ·
1944 ·
1945 ·
1946 ·
1947 ·
1948 ·
1949 ·
1950 ·
1951 ·
1952 ·
1953 ·
1954 ·
1955 ·
1956 ·
1957 ·
1958 ·
1959 ·
1960 ·
1961 ·
1962 ·
1963 ·
1964 ·
1965 ·
1966 ·
1967 ·
1968 ·
1969 ·
1970 ·
1971 ·
1972 ·
1973 ·
1974 ·
1975 ·
1976 ·
1977 ·
1978 ·
1979 ·
1980 ·
1981 ·
1982 ·
1983 ·
1984 ·
1985 ·
1986 ·
1987 ·
1988 ·
1989 ·
1990 ·
1991 ·
1992 ·
1993 ·
1994 ·
1995 ·
1996 ·
1997 ·
1998 ·
1999 ·
2000 ·
2001 ·
2002 ·
2003 ·
2004 ·
2005 ·
2006 ·
2007 ·
2008 ·
2009 ·
2010 ·
2011 ·
2012 ·
2013 ·
2014 ·
2015 ·
2016 ·
2017 ·
2018 ·
2019 ·
2020 ·
2021 ·
2022 ·
2023 ·
2024 .
2025